# Nagarkovil
Nágarkóvil (tamil nyelven: நாகர்கோவில், átírva: Nākarkōvil, angolul: Nagercoil, ismert még Nagerkovil néven, korábban Kottar) város India déli csücskén, Tamilnádu államban. A szubkontinens legdélibb részétől (Kanjakumari) 16 km-re északnyugatra és Tiruvanántapuramtól 70 km-re délkeletre fekszik. Lakossága 225 ezer fő volt 2011-ben.
Ipari és kereskedelmi központ. Ipara elsősorban a környék mezőgazdasági termékeinek feldolgozására támaszkodik. A hinduk mellett jelentős keresztény lakossága van. A közelben található padmanábhapurami-palota (nyitva: kedd-vas.) a travankóri mahárádzsák székhelye volt, mielőtt a fővárost 1790-ben átköltöztették Tiruvanántapuramba. A város közelében vadrezervátum található.

## Fordítás
- Ez a szócikk részben vagy egészben  a   Nagercoil című angol Wikipédia-szócikk fordításán alapul.  Az eredeti cikk szerkesztőit annak laptörténete sorolja fel. Ez a jelzés csupán a megfogalmazás eredetét és a szerzői jogokat jelzi, nem szolgál a cikkben szereplő információk forrásmegjelöléseként.
- Ez a szócikk részben vagy egészben  a   Nagercoil című német Wikipédia-szócikk fordításán alapul.  Az eredeti cikk szerkesztőit annak laptörténete sorolja fel. Ez a jelzés csupán a megfogalmazás eredetét és a szerzői jogokat jelzi, nem szolgál a cikkben szereplő információk forrásmegjelöléseként.